# Collegium Polonicum

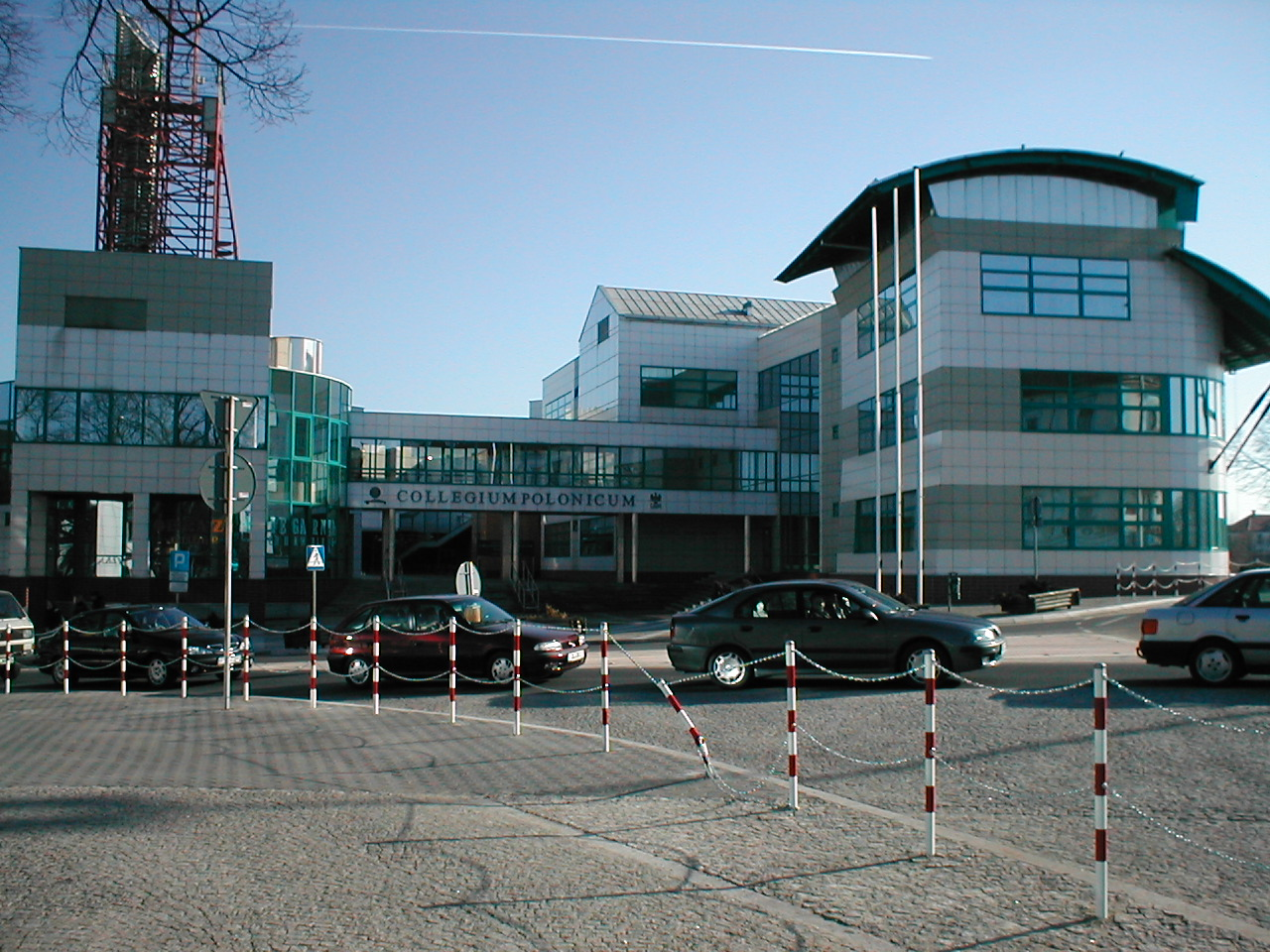
Collegium Polonicum

Das Collegium Polonicum ist eine Gemeinschaftseinrichtung der Adam-Mickiewicz-Universität in Posen (Uniwersytet im. Adama Mickiewicza w Poznaniu) und der Europa-Universität Viadrina in Frankfurt (Oder) für interdisziplinäre wissenschaftliche Forschung und Lehre zu deutsch-polnischen, europäischen, interkulturellen und Grenzraum-Thematiken. Zugleich ist Collegium Polonicum auch eine Filiale (poln. filia) der Adam-Mickiewicz-Universität in Słubice, in deren Gebäude diese Gemeinschaftseinrichtung ihren Sitz hat. Dieses Gebäude ist für die gemeinsame Lehre und Forschung mit der Europa-Universität Viadrina von 1992 bis 2001 errichtet worden. Das Collegium Polonicum als Filiale der Adam-Mickiewicz-Universität ist eine von vier Außenstellen dieser Hochschule außerhalb des Stammortes Posen und insbesondere Sitz des Allgemeinbildenden Universitätslyzeums in Słubice (Uniwersyteckie Liceum Ogólnokształcące w Słubicach).

## Gründungsgeschichte

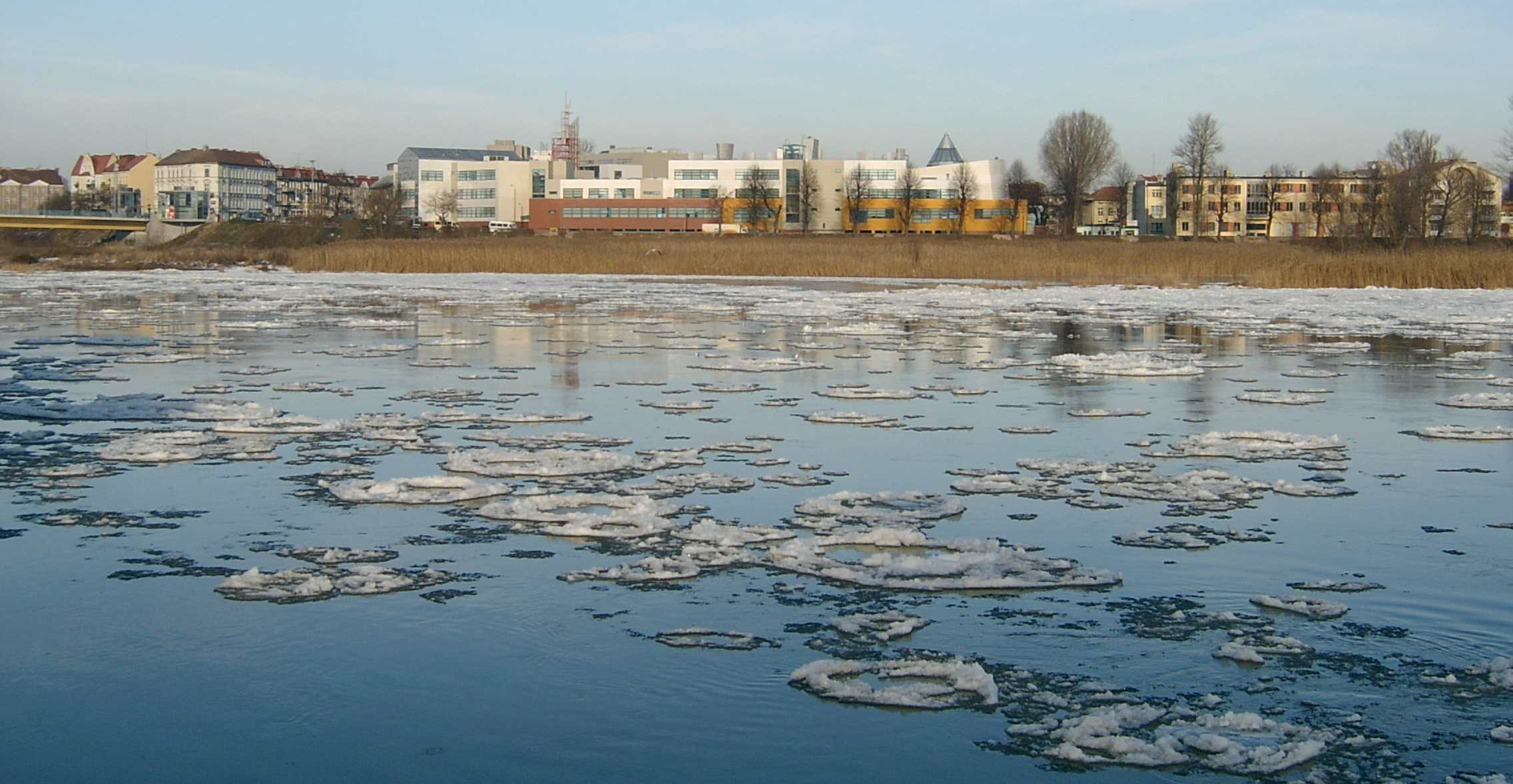
Gesamtansicht von Frankfurt (Oder) aus

Die Neugründung der Viadrina-Universität in Frankfurt (Oder) als Europa-Universität nach der Wende 1989 leitete sich maßgeblich aus dem Gründungsauftrag ab, „außenpolitisch im deutsch-polnischen Verhältnis und kulturell mit Blick auf Europa besondere Aufgaben zu erfüllen“. Zur Sicherung des Anspruchs enger wissenschaftlicher Vernetzung mit Polen und einer angestrebten Vergabe von einem Drittel der Studierendenplätze an polnische Bewerber erfolgte in der Gründungsphase eine Zusammenarbeit mit vier polnischen Universitäten, darunter der Adam-Mickiewicz-Universität Posen. Dabei entstand das Vorhaben zunächst nur von Wohnheimen für polnische Studierende der Europa-Universität in Słubice. Die am 6. September 1991, dem Tag der feierlichen Eröffnung der Europa-Universität Viadrina, unterzeichnete Übereinkunft über die Zusammenarbeit zwischen dem Minister für Nationale Bildung der Republik Polen und dem Minister für Wissenschaft und Kultur des Landes Brandenburg enthält jedoch bereits die Feststellung, dass in Słubice neben Studierendenwohnheimen eine gemeinsame Lehr- und Forschungseinrichtung mit einer Bibliotheks- und Laborbasis entstehen soll.

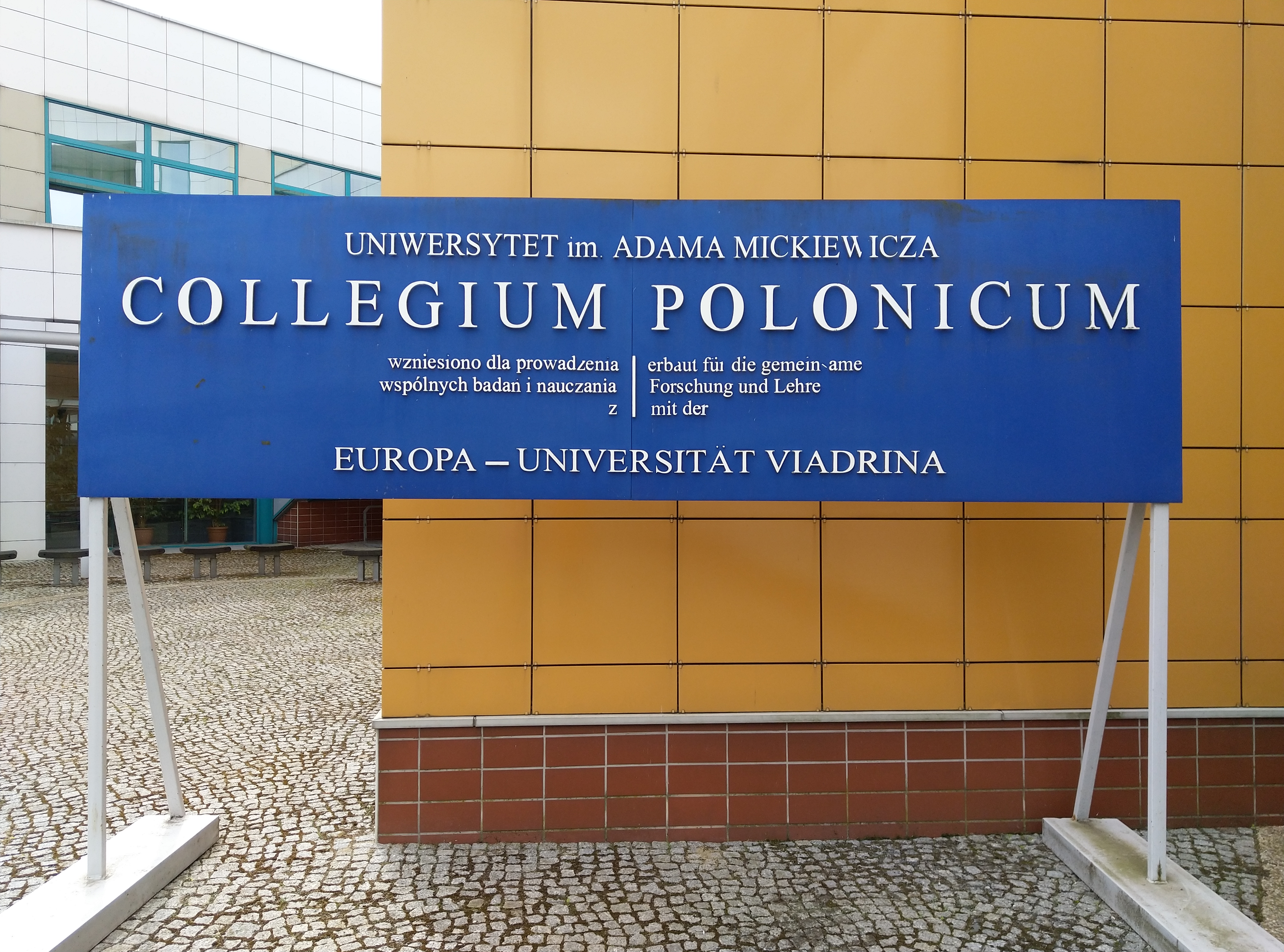
Tafel vor dem Collegium Polonicum

An der Adam-Mickiewicz-Universität wurde in der Folge die Idee eines „Collegium Polonicum“ als eine zur gemeinsamen Lehr- und Forschungstätigkeit mit der Europa-Universität Viadrina bestimmten Einrichtung entwickelt und dessen Gründung am 25. Mai 1992 vom Senat der Adam-Mickiewicz-Universität beschlossen. Nach politischer Zustimmung auf polnischer wie deutscher Seite wurde von einer gemeinsamen Kommission von Adam-Mickiewicz-Universität und Europa-Universität Viadrina eine Konzeption für das Collegium Polonicum erarbeitet, welche am 19. Dezember 1992 vom Senat der Europa-Universität Viadrina und am 22. Dezember 1992 von dem der Adam-Mickiewicz-Universität beschlossen wurde. Dem war am 16. Oktober 1992 eine symbolische Grundsteinlegung als Gründungsakt für das Collegium Polonicum vorausgegangen. Ab 1994 fanden erste Vorlesungen für Studierende der Europa-Universität Viadrina in angemieteten Räumlichkeiten in Słubice statt. 1995 wurde ebenfalls in angemieteten Räumen die Bibliothek des Collegium Polonicum gegründet. Die Eröffnung des ersten Gebäudeteils des Collegium Polonicum erfolgte am 10. Juni 1998 und des gesamten Gebäudes mit Bibliothek am 1. Februar 2001. Mit seiner Eröffnung erhielt das Collegium Polonicum den Status einer Außenstelle (poln. ośrodek zamiejscowy) bzw. Filiale (poln. filia) der Adam-Mickiewicz-Universität; zu dieser gehört auch die Bibliothek. Am 2. Oktober 2002 wurde die Zusammenarbeit zwischen Adam-Mickiewicz-Universität und Europa-Universität Viadrina am Collegium Polonicum mit der Unterzeichnung des Abkommens zwischen dem Ministerium für Wissenschaft, Forschung und Kultur des Landes Brandenburg und dem Ministerium für Nationale Bildung und Sport der Republik Polen über das Collegium Polonicum in Słubice auf eine staatsrechtlich verbindliche Grundlage gestellt. Der 1992 zwischen den beiden Hochschulen getroffene und 2002 auf staatlicher Ebene bestätigte Grundkonsens besteht dabei darin, dass von polnischer Seite der Bau und Betrieb des Gebäudes und von deutscher Seite die Einrichtung und Unterhaltung von fünf Lehrstühlen finanziert wird.

## Gebäude
Für das Gebäude des Collegium Polonicum wurde in einem von der Adam-Mickiewicz-Universität ausgelobten beschränkten Wettbewerbsverfahren der Entwurf des Posener Architekten Tomasz Durniewicz ausgewählt. Die bauliche Realisierung begann 1995. Die Eröffnung des ersten Gebäudeteils erfolgte am 10. Juni 1998 und des gesamten Gebäudes am 1. Februar 2001. Das Collegium Polonicum hat insgesamt eine Nutzfläche von 20.546 m². Davon entfallen 14.579 m² auf das Hauptgebäude mit ca. 32 Seminar- und Laborräumen, zwei Veranstaltungssälen und der großen Aula mit etwa 1.000 Sitzplätzen, einer Mensa und den Büros für wissenschaftliches sowie technisches und Verwaltungspersonal; 5.967 m² entfallen auf den mit dem Hauptgebäude über eine Brücke verbundenen Bibliotheksteil. Die Baukosten lagen bei ca. 170 Mio. PLN, umgerechnet 85 Mio. DM.

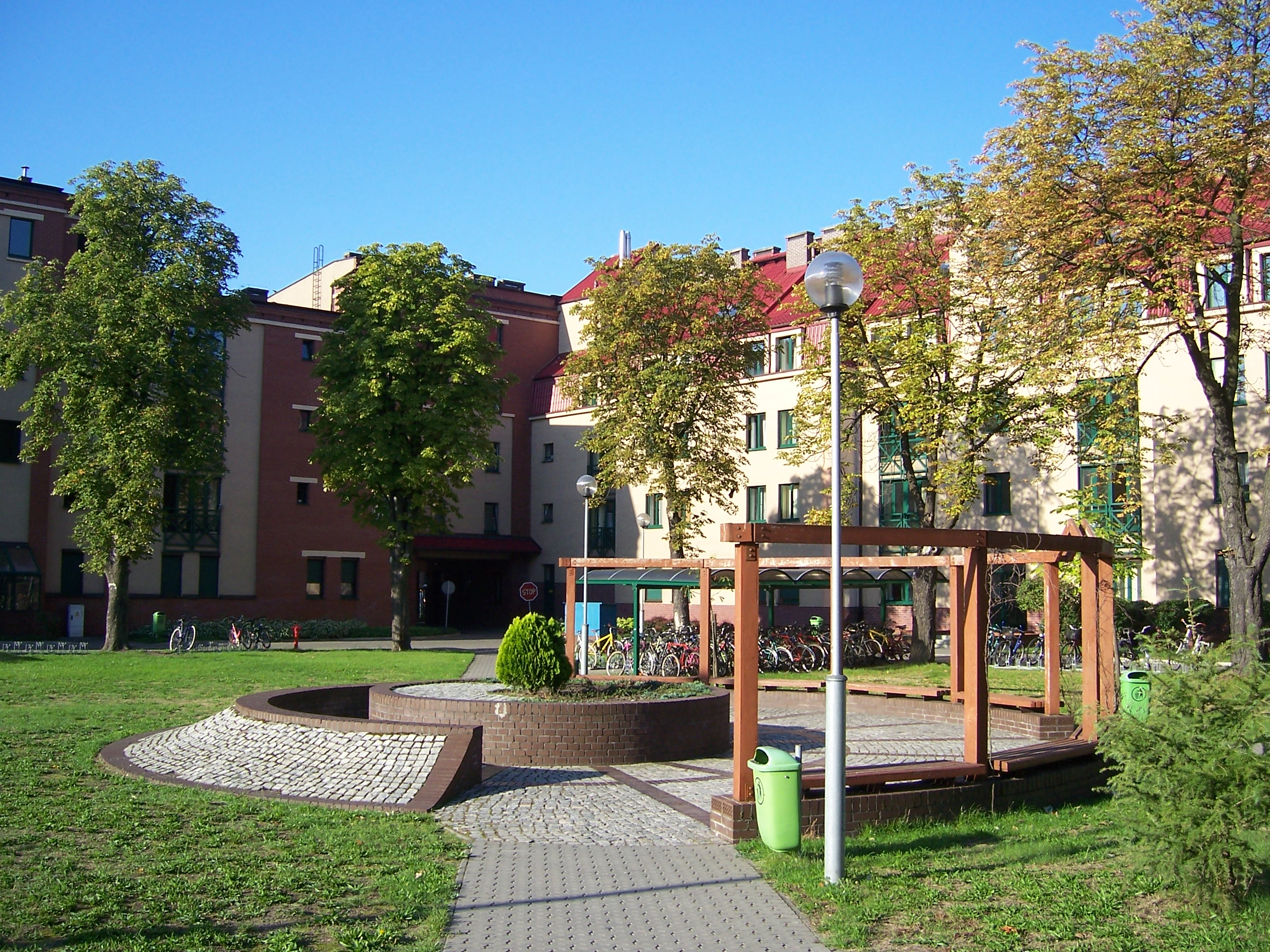
Innenhof des Studierendenwohnheims-Campus in Słubice

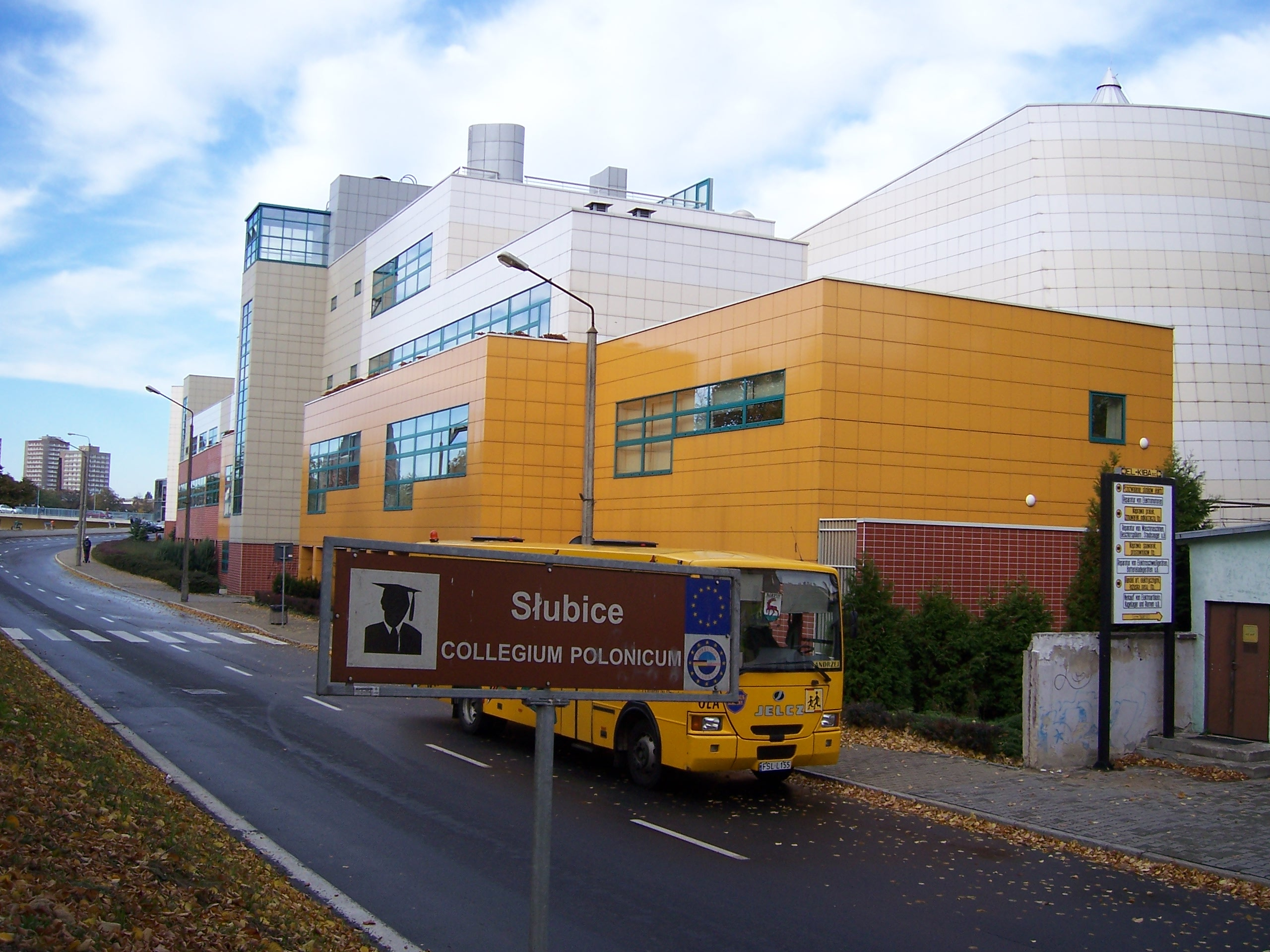
Touristisches Hinweisschild auf das Collegium Polonicum

Parallel zum Gebäude des Collegium Polonicum selbst wurden von der Adam-Mickiewicz-Universität in Słubice mehrere Wohnheime errichtet. Im Oktober 1993 konnten die ersten polnischen an der Europa-Universität Viadrina immatrikulierten Studierende in Słubice ein von der Adam-Mickiewicz-Universität errichtetes Studentenwohnheim mit dem Namen Amicus beziehen, welches die Fertigstellung des aufgegebenen Rohbaus eines Krankenschwesterwohnheims darstellte. Von 1994 an entstand dann nach einem Entwurf des Warschauer Architekturbüros Pracownia Architektoniczna BNS Warszawa auf einem ehem. Kasernengelände ein Studierendencampus, der neben sieben Wohnhäusern auch Flächen für einen Studierendenclub, Dienstleistungen und Sportaktivitäten umfasst. Die ersten Zimmer waren 1998 bezugsfertig, die Fertigstellung des Gesamtvorhabens erfolgte 2003 mit der Übergabe eines Wohnheimes für Doktoranden und Hochschulmitarbeiter. Insgesamt wurden über 1.100 Wohnheimplätze überwiegend in Einzel- und Doppelzimmern geschaffen, dazu 40 Zwei- und Drei-Zimmer-Wohnungen für Hochschulangehörige und ca. 40 temporäre Übernachtungsplätze in Einzel- und Doppelzimmern.
Der Bau von Collegium Polonicum und Studierendencampus wurde zu 65 % aus dem Haushalt der Republik Polen, zu 20 % aus europäischen Mitteln im Rahmen des Programms PHARE und zu 15 % von der Stiftung für deutsch-polnische Zusammenarbeit finanziert. Entsprechend der gemeinsamen Konzeption von 1992 und dem interministeriellen Abkommen von 2002 ist allein die Adam-Mickiewicz-Universität Eigentümerin der Immobilien und verpflichtet, „die laufenden Unterhalts- und Instandhaltungskosten für die Gebäude sowie die Kosten der laufenden Ausstattung mit sachlichen Mitteln“ zu tragen.
2013 begann die Adam-Mickiewicz-Universität, ihren Immobilienbestand in Słubice zu reduzieren. Neben mehreren unbebauten Grundstücken, die für Erweiterungen der Wohnheimkapazität und sportliche Infrastruktur vorgehalten worden waren, verkaufte die Adam-Mickiewicz-Universität das Studierendenwohnheim Amicus an die Stadt Słubice, die darin 50 Kommunalwohnungen einrichtete. Das als Wohnheim für Doktoranden (Dom Doktoranta) errichtete Gebäude wird seit 2017 von der Adam-Mickiewicz-Universität als Wohnhaus mit einer Wohnnutzfläche von 1.951,4 m², Grundstücksfläche 3.530 m², zum Verkauf angeboten.

## Leitungs- und Kooperationsstruktur
Der Konzeption für das Collegium Polonicum von 1992 entsprechend wurde 1993 von beiden Universitäten eine Leitung für das Collegium Polonicum eingesetzt, die aus einem wissenschaftlichen Direktor und einem Verwaltungsdirektor bestand. Diese nahmen auch an allen Sitzungen der im Übrigen aus den Rektoren, Prorektoren (ab 1999 auf Seiten der Europa-Universität Viadrina dem Präsidenten und den Vizepräsidenten) und Kanzlern beider Universitäten bestehenden, regelmäßig tagenden Gemischten Kommission (poln. Komisja Mieszana) teil, in der alle Aspekte der Zusammenarbeit zwischen Adam-Mickiewicz-Universität und Europa-Universität Viadrina besprochen wurden. Nach dem Rücktritt des wissenschaftlichen Direktors 1997 wurde auf eine Neubesetzung verzichtet. Die Leitung des Collegium Polonicum besteht seitdem aus dem Verwaltungsdirektor und dem jeweils auf Seiten der Adam-Mickiewicz-Universität bzw. Europa-Universität Viadrina für das Collegium Polonicum zuständigen Prorektor bzw. Vizepräsidenten. Dies wird auch im Abkommen von 2002 so beibehalten, in dem im Übrigen die Gemischte Kommission durch eine explizit für das Collegium Polonicum zuständige Ständige Kommission (poln. Komisja Stała) ersetzt wird. Diese besteht aus dem Präsidenten bzw. Rektor beider Hochschulen, den Kanzlern und der Leitung des Collegium Polonicum.
Leitung des Collegium Polonicum
Verwaltungsdirektor
- seit 1993 Krzysztof Wojciechowski

Wissenschaftlicher Direktor
- 1993–1997 Waldemar Pfeiffer

Vizepräsident(in) mit Zuständigkeit für das Collegium Polonicum der Europa-Universität Viadrina
- 1997–2002 Jan C. Joerden (bis 1999 als Prorektor)
- 2002–2015 Janine Nuyken
- 2015–17 Ines Härtel
- seit 2017 Janine Nuyken

Prorektor(in) mit Zuständigkeit für das Collegium Polonicum der Adam-Mickiewicz-Universität
- 1997–2002 Stanisław Lorenc
- 2002–2008 Janusz Wiśniewski
- 2008–2016 Krzysztof Krasowski
- 2016–2018 Beata Mikołajczyk
- seit 2018 Tadeusz Wallas

Das Statut der Adam-Mickiewicz-Universität sieht für eine Filiale der Universität, wie sie das Collegium Polonicum darstellt, grundsätzlich die Leitung durch einen Filialdirektor (poln. Dyrektor filii) vor. Eine solche Position ist am Collegium Polonicum nicht besetzt.

## Wissenschaftliches Personal am Collegium Polonicum

### Wissenschaftliches Personal der Europa-Universität Viadrina an den vom Land Brandenburg für das Collegium Polonicum finanzierten Lehrstühlen
In der 1992 von Adam-Mickiewicz-Universität und Europa-Universität Viadrina gemeinsam erarbeiteten Konzeption für das Collegium Polonicum wurde die Finanzierung von fünf Lehrstühlen am Collegium Polonicum durch die Europa-Universität Viadrina vereinbart, während die Adam-Mickiewicz-Universität für Bau und Betrieb des Gebäudes und der Studierendenwohnheime aufzukommen hatte. Im interministeriellen Abkommen für das Collegium Polonicum von 2002 verpflichtet sich das Land Brandenburg entsprechend, nach den in Brandenburg gültigen Vorschriften „die Personalkosten für fünf Professoren und sieben wissenschaftliche Mitarbeiter“ zu tragen, welche zudem eine sächliche Erstausstattung und jährliche Verwaltungsmittel erhalten. Gemäß der von Adam-Mickiewicz-Universität und Europa-Universität Viadrina im Dezember 1992 beschlossenen Konzeption war die interdisziplinäre wissenschaftliche Tätigkeit am Collegium Polonicum drei übergeordneten Zielen verpflichtet:
- der Ergänzung des Forschungs- und Lehrangebots der Europa-Universität Viadrina insbesondere auf dem Gebiet der polnischen Geschichte, Sprache und Kultur (daher der Name Collegium Polonicum),
- der Unterstützung der Idee des vereinigten Europas
- und der Entwicklung und Unterstützung der grenzüberschreitenden, regionalen und überregionalen Zusammenarbeit.[23]

Auf dieser Basis erfolgte eine Verständigung auf die Einrichtung von Lehrstühlen für:
1. Polnische Sprache und Kultur,
2. Geschichte der polnisch-deutschen Beziehungen,
3. Regionale Integration unter kulturellen und wirtschaftlichen Aspekten,
4. Regionale Forschungen zum Umweltschutz,
5. Integrationsprozesse in Nordosteuropa.[24]

Tatsächlich verlief die Einrichtung der Lehrstühle nicht entsprechend dieser Vorgaben, ohne dass eine neue inhaltliche Leitlinie ausgearbeitet worden wäre. Im Zuge des interministeriellen Abkommens vom 2. Oktober 2002 wurde der bis heute gültige inhaltliche Rahmen für das Collegium Polonicum als interdisziplinäre Einrichtung gesetzt. Darin wurde von einer Schwerpunktsetzung auf polnische Sprache, Geschichte und Kultur abgerückt, der Name Collegium Polonicum aber beibehalten. Danach umfasst das Spektrum für Lehre und Forschung zwar alle an der Adam-Mickiewicz-Universität und an der Europa-Universität Viadrina vertretenen Fachgebiete, jedoch „mit besonderer Berücksichtigung der Probleme der europäischen Integration, der Grenzregionen und vergleichender Forschungen unter internationalem und interkulturellem Aspekt“.
Die vom Land Brandenburg für das Collegium Polonicum finanzierten Etats für fünf Professor(inn)en und sieben wissenschaftliche Mitarbeiter(innen) verteilen sich auf acht Lehrstühle:
- Professur für Entangled History of Ukraine,
- Vergleichende Mitteleuropastudien,
- Deutsch-polnische Literatur- und Kulturbeziehungen und Gender Studies,
- Professur für Denkmalkunde,
- Multicultural Communication (Slavonic and English Linguistics and Language Use),
- Professur für polnisches und europäisches Privatrecht sowie Rechtsvergleichung,
- Professur für Polnisches Öffentliches Recht, einschließlich Europa- und Wirtschaftsrecht,
- Professur für polnisches Strafrecht.

Die Inhaber dieser Lehrstühle haben in zwei Fällen eine volle und in sechs Fällen eine halbe Professorenstelle inne. Drei Lehrstuhlinhaber(innen) haben zugleich eine ordentliche Professur bzw. einen Lehrstuhl an einer Hochschule in Polen inne. An den acht Lehrstühlen sind zudem auf den finanzierten sieben Etats insgesamt sechs promovierte und sechs nicht promovierte wissenschaftliche Mitarbeiter(innen) beschäftigt, die entsprechend überwiegend halbe oder Drittel-Stellen haben. Dazu kommen Doktorand(inn)en und Hilfskräfte. Die vom Land Brandenburg für das Collegium Polonicum finanzierten Lehrstühle präsentieren sich nicht auf den Internetseiten des Collegium Polonicum, sondern in deutscher Sprache auf denen der kulturwissenschaftlichen bzw. juristischen Fakultät der Europa-Universität Viadrina. Drei Lehrstuhlseiten halten dabei Informationen auch in polnischer Sprache bereit. Die vom Land Brandenburg für das Collegium Polonicum finanzierten Lehrstühle haben gemäß dem Abkommen von 2002 eine Verpflichtung, sich um Teilnahme an Forschungsprogrammen der Europäischen Union zu bewerben. Entsprechende Projekte konnten bisher am Collegium Polonicum nicht durchgeführt werden.

### Sonstiges wissenschaftliches Personal der Europa-Universität Viadrina
Der aus einer Stiftungsprofessur der Zeit-Stiftung entstandene Lehrstuhl für Kultur und Geschichte Mittel- und Osteuropas ist der einzige nicht aus den für das Collegium Polonicum bestimmten Mitteln des Landes Brandenburg finanzierte Lehrstuhl der Europa-Universität Viadrina mit Sitz im Collegium Polonicum. Verschiedene Lehrstühle der Europa-Universität Viadrina, beispielhaft der des Zentrums für Interdisziplinäre Polenstudien, geben dabei die Postadresse des Collegium Polonicum als ihre Anschrift in Polen an, sind dort aber räumlich und strukturell nicht präsent. Dabei kann eine zwischen den Poststellen der Europa-Universität Viadrina und des Collegium Polonicum eingerichtete Verbindung dazu genutzt werden, dass an die Europa-Universität gerichtete Korrespondenz aus Polen ebenso wie an das Collegium Polonicum gerichtete Post aus Deutschland im Resultat jeweils als Inlandspost verschickt werden kann. Ebenso sind Collegium Polonicum wie Europa-Universität Viadrina aufgrund einer zwischen den Telefonanlagen beider Einrichtungen bestehenden Richtfunkverbindung vom jeweils anderen Land per Inlandsgespräch erreichbar.
Im August 2019 erhielt die Europa-Universität Viadrina vom Land Brandenburg die Zusage zur Finanzierung (insgesamt 4,16 Mio. EUR 2019-23) von vier Professorenstellen nebst Sachmitteln im Rahmen des Projektes European New School of Digital Studies. Diese werden im Collegium Polonicum ihren Sitz haben, welches auch den räumlichen Schwerpunkt der Veranstaltungen im Rahmen des ebenfalls finanzierten Studiengangs Master of Digital Entrepreneurship bilden wird. Die besondere Förderung des Landes Brandenburg für einen weder an der Europa-Universität Viadrina noch am Collegium Polonicum bisher vertretenen Fachbereich wird damit begründet, dass die European New School of Digital Studies „zunächst als wissenschaftliche Einrichtung der Viadrina errichtet werden und perspektivisch zu einer internationalen Fakultät unter Beteiligung ausländischer Universitäten weiterentwickelt werden“ soll. Dabei wird vom Ministerpräsidenten Dietmar Woidke, welcher zugleich Polenkoordinator der Bundesregierung ist, insbesondere gewürdigt: „Dieser Schritt ist Ergebnis der vertieften und guten Zusammenarbeit der Universitäten von Poznań und Frankfurt (Oder). Ich freue mich über die damit einhergehende Stärkung der deutsch-polnischen Wissenschaftskooperation, die auf die Region ausstrahlen wird.“ Hingegen war die Europa-Universität Viadrina nach eigener Aussage „Leader“ und die Adam-Mickiewicz-Universität an der Entwicklung des Projektes kaum beteiligt.

### Wissenschaftliches Personal der Adam-Mickiewicz-Universität
Mit der Eröffnung des Collegium Polonicum 2001 wurde die Anzahl des dort tätigen wissenschaftlichen Personals der Adam-Mickiewicz-Universität mit ca. 65 Personen, darunter 25 Professoren, angegeben. Dabei handelte es sich jedoch weit überwiegend um Mitarbeiter(innen), die ihren Arbeitsplatz in Fakultätsgebäuden der Universität in Posen hatten und nur während der Vorlesungszeit für die Durchführung von Lehrveranstaltungen überwiegend in dem anfangs umfänglichen Studienangebot der Adam-Mickiewicz-Universität anreisten. Ihren Arbeitsplatz im Collegium Polonicum hatten pro Studiengang der Adam-Mickiewicz-Universität ca. zwei bis vier wissenschaftliche Mitarbeiter(innen), darunter keine Professoren. Das Collegium Polonicum unterschied sich diesbezüglich nicht von anderen Außenstellen der Adam-Mickiewicz-Universität zu dieser Zeit. Mit der gemeinsam mit der Europa-Universität Viadrina erfolgten Gründung des Deutsch-Polnischen Forschungsinstituts 2012 wurden von der Adam-Mickiewicz-Universität zehn Stellen für wissenschaftliche Forschung geschaffen, davon fünf für Professor(inn)en und fünf für promovierte Mitarbeiter(innen). Aufgabe des Instituts war laut seiner Institutsordnung die Durchführung von Forschungsprojekten „im Bereich der europäischen Integration, der Grenzregionen und der vergleichenden Problematik im internationalen und interkulturellen Aspekt“. Diese war somit identisch mit dem im Abkommen von 2002 festgelegten Forschungsschwerpunkt für das Collegium Polonicum, zu dessen wissenschaftlicher Profilierung es beitragen sollte.
Mit dem Rückgang der angebotenen Studiengänge und mit der Schließung des Deutsch-Polnischen Forschungsinstitut 2018 besteht der wissenschaftliche Personalbestand der Adam-Mickiewicz-Universität am Collegium Polonicum derzeit aus sechs promovierten Mitarbeiter(innen), darunter zwei habilitierten, die im Studiengang „Polnische Philologie als Fremdsprache“ bzw. im Allgemeinbildenden Universitätslyzeum unterrichten. Eine Schaffung von Stellen am Collegium Polonicum durch die Adam-Mickiewicz-Universität ist auch nicht im Zusammenhang der Durchführung einzelner Lehrveranstaltungen im Rahmen des Studiengangs Master of Digital Entrepreneurship der Europa-Universität Viadrina vorgesehen. Die schnelle Freimachung personeller Ressourcen für ein Digital-Institut war dabei 2018 die offizielle Begründung für die Schließung des gemeinsamen Deutsch-Polnischen Forschungsinstitut mit seinen 10 Wissenschaftler(inn)n der Adam-Mickiewicz-Universität.

### Europa-Fellows
Die Eröffnung des Collegium Polonicum ist mit dem „Internationalen Programm zur Förderung des wissenschaftlichen Nachwuchses im Bereich der Europaforschung – Europa-Fellows“ verbunden. In diesem jährlich mit 0,8 Mio. EUR vom Bundesministerium für Bildung und Forschung geförderten Graduiertenprogramm erhielten in einer ersten Auflage (2000–2003) 48 Doktorand(inn)en und Habilitand(inn)en und in der Folgeauflage (2003–2005) 30 weitere Doktorand(inn)en ein Stipendium nebst Sachmitteln der Europa-Universität Viadrina zur Durchführung ihres an Fakultäten der Europa-Universität oder an der Adam-Mickiewicz-Universität betreuten Forschungs- und Qualifizierungsvorhabens. Leiter des Graduiertenprojekts war bis 2002 Jan C. Joerden, danach Janine Nuyken. Durchgeführt wurden interdisziplinäre Forschungen in den zu der Zeit durch Lehrstühle oder Studiengänge am Collegium Polonicum vertretenden Themenbereichen:
- Erweiterung der EU,
- Stadtentwicklung und -management,
- Schutz europäischer Kulturgüter,
- Management und Marketing in Mittel- und Osteuropa,
- Grenzüberschreitende Umweltpolitik,
- Europäische Rechtsangleichung und Vergleich europäischer Rechtssysteme,
- Grenzüberschreitende wirtschaftliche und kulturelle Kooperation (Mitteleuropastudien in vergleichender Perspektive).[37]

### Kooperation des wissenschaftlichen Personals
Wichtigstes wissenschaftliches Produkt des Collegium Polonicum ist die von seiner Leitung seit 1995 herausgegebene eigene interdisziplinäre Reihe Thematicon. Deren erste fünf Bände erschienen im Verlag der Adam-Mickiewicz-Universität (Wydawnictwo Naukowe Uniwersytetu im Adama Mickiewicza) in Posen. Seit 2002 erscheint die Reihe im Logos Verlag in Berlin. Bis 2019 sind 34 Bände erschienen, darunter vier von der Leitung des Collegium Polonicums selbst zum Thema grenzübergreifender universitärer Zusammenarbeit. Von den verbleibenden Bänden wurden herausgegeben:
- 5 von Angehörigen der vom Land Brandenburg für das Collegium Polonicum finanzierten Lehrstühle,
- 3 im Rahmen des vom Bundesministerium für Bildung und Forschung 2000 bis 2005 finanzierten Doktorandenprogramms Europa-Fellows,
- 9 von Angehörigen des von 2012 bis 2018 am Collegium Polonicum bestehenden Deutsch-Polnischen Forschungsinstituts und
- 13 von sonstigen Mitarbeiter(inne)n.

Sechs Bände behandeln Problematiken der Rechtswissenschaften, sechs weitere von Sprache und Übersetzung, sieben von Grenzen aus politologischer Sicht und elf sind Aspekten der Interdisziplinarität, Interkulturalität, Transnationalität sowie des Kulturtransfers gewidmet.
Darüber hinaus tritt das Collegium Polonicum nicht als identifizierbare wissenschaftliche Einrichtung mit spezifischem Forschungsprofil auf. Forschungsprojekte wie Publikationen werden, beispielsweise im Internet, nicht als Vorhaben am Collegium Polonicum präsentiert, sondern sind an der jeweiligen Universität auf den Lehrstuhlseiten zu finden. Zudem besteht keine sichtbare Zusammenarbeit zwischen den Lehrstühlen am Collegium Polonicum, welche über die mit anderen Lehrstühlen an der jeweiligen Hochschule hinausgehen würde. Ein beständiges praktisches Problem der Zusammenarbeit des wissenschaftlichen Personals beider Hochschulen stellt unter anderem das weiterhin bestehende Lohngefälle zwischen in Deutschland und in Polen Beschäftigten dar. So verdient etwa eine Wissenschaftliche Hilfskraft mit Bachelor-Abschluss an der Europa-Universität Viadrina bei halber Wochenarbeitszeit netto etwa 920 EUR, was in etwa dem Bruttoverdienst von 3.800 PLN eines vollzeitbeschäftigten promovierten wissenschaftlichen Mitarbeiters an der Adam-Mickiewicz-Universität entspricht.
Das zum Wintersemester 2020-21 begonnene Projekt European New School of Digital Studies besitzt eine eigene Internetpräsenz, die nicht auf den Standort Collegium Polonicum verweist. Ein Einbezug der vom Land Brandenburg für das Collegium Polonicum finanzierten acht Lehrstühle in das Projekt ist nicht explizit anvisiert.

## Studienangebot am Collegium Polonicum

### Studiengänge der Europa-Universität Viadrina
Das Collegium Polonicum befindet sich aufgrund seiner Lage in räumlichen Nähe zu den Universitätsgebäuden der Europa-Universität Viadrina in der Frankfurter Innenstadt. Es kann so von verschiedenen von der Europa-Universität Viadrina angebotenen Studiengängen für einzelne Vorlesungen oder Seminare, meist solche mit inhaltlichem Polenbezug, als Veranstaltungsort genutzt werden. Vor dem Beitritt Polens zum Schengen-Raum gab es aus diesem Grund sogar für Dozent(inn)en wie Studierende der Europa-Universität die Möglichkeit des Erhalts eines besonderen Dokuments des Bundesgrenzschutzes, der zu einer „bevorzugten Abfertigung“ am Grenzübergang berechtigte. Räumlich am Collegium Polonicum verankerte Studiengänge der Europa-Universität Viadrina gibt es daher nicht. Entsprechend stellen die Angaben zur Anzahl der Studierenden der Europa-Universität am Collegium Polonicum interpretative Einschätzungen dar; sie werden beispielsweise für 2004-05 mit 100 Studierenden angegeben, für 2015-16 mit 250. Derzeit halten der berufsbegleitende, gebührenpflichtige Studiengang „Schutz Europäischer Kulturgüter“ fast alle und der Masterstudiengang „Kultur und Geschichte Mittel- und Osteuropas“ einen Großteil ihrer Veranstaltungen am Collegium Polonicum ab, welches jeweils auch Sitz des federführenden Lehrstuhls ist. Auch die Veranstaltungen des zeitweilig existierenden gebührenpflichtigen Masterstudiengangs MBA Management for Central and Eastern Europe fanden überwiegend am Collegium Polonicum statt. Mit dem Wintersemester 2020-21 beginnt die Europa-Universität Viadrina die Lehre im Studiengang Master of Digital Entrepreneurship, der im Rahmen ihres Projektes der European New School of Digital Studies angeboten wird. Die Veranstaltungen werden überwiegend am Collegium Polonicum als Sitz der dafür neu geschaffenen vier Lehrstühle abgehalten.

### Studiengänge der Adam-Mickiewicz-Universität
In Polen setzte in den 1990er Jahren ein Boom an Studierendenzahlen ein, der die in den bestehenden staatlichen Hochschulen gegebenen räumlichen Kapazitäten weit überstieg. In der Folge kam es nicht nur zur Gründung zahlreicher privater Hochschulen sowie eines breiten Angebots an Fernstudiengängen (poln. studia zaoczne) mit Präsenzpflicht nur an Wochenenden. Zahlreiche Universitäten begannen zudem, bestimmte Studienrichtungen sowohl an ihrem Stammsitz als auch in Außenstellen an anderen Standorten anzubieten. Diese Außenstellen bestanden meist aus von Kommunen angemieteten Räumen; in einigen Fällen wurden aber auch bauliche Investitionen getätigt. Die Adam-Mickiewicz-Universität hatte so zeitweise außer dem Collegium Polonicum sieben weitere Außenstellen in der Posener Metropolregion, davon vier in angemieteten Vorlesungsgebäuden in den Städten Kościan, Ostrów Wlkp., Śrem, Wągrowiec und drei in eigens errichteten Hochschulgebäuden in den Städten Gnesen (Gniezno), Schneidemühl (Piła) und Kalisz. Diese Außenstellen hatten beispielsweise im akademischen Jahr 2008-09 insgesamt über 5.461 Studierende. Am Collegium Polonicum sind sieben Studiengänge angeboten worden, die auch an der Adam-Mickiewicz-Universität in Posen – zum Teil mit anderen Vertiefungen – studiert werden konnten:
- Angewandte Informatik (Fakultät für Physik),
- Umweltschutz (Biologische Fakultät),
- Raumwirtschaft (Fakultät für Geologie und Geographie),
- Philologie (Germanistik) (Neuphilologische Fakultät),
- Polnische Philologie (Neuphilologische Fakultät),
- Politikwissenschaften (Fakultät für Politikwissenschaften und Journalistik),
- Nationale Sicherheit (Fakultät für Politikwissenschaften und Journalistik).

Einige der Studiengänge sind zeitweise sowohl als Präsenz- wie als Fernstudium angeboten worden. Mit dem Rückgang der Studierendenzahlen in Polen (von 1,93 Mio. im akademischen Jahr 2008-09 auf 1,23 Mio. 2018-19) und dem Ausbau der räumlichen und personellen Kapazitäten an den Hauptsitzen (im Falle der Adam-Mickiewicz-Universität insbesondere auf dem neuen Campus Morasko im Norden Posens) sank die Nachfrage nach Studienangeboten in Außenstellen, welche zudem oft im Ruf einer niedrigeren Qualität gegenüber den am Hauptsitz angebotenen standen. Mit der Reform des Hochschulgesetzes 2011 wurde das weitere Studienangebot an Außenstellen von dem Vorhandensein eines wissenschaftlichen Lehrpersonalbestands vor Ort und der Bildung entsprechender Einheiten abhängig gemacht.
Ein paralleles Angebot eines bereits am Hauptsitz einer Universität durchgeführten Studiengangs wurde somit unmöglich. In der Folge wurden in Polen zahlreiche Außenstellen geschlossen bzw. in einigen Fällen in entsprechende Einheiten (sog. Grundeinheiten, poln. Jednostka podstawowa) mit ausreichendem Personalbestand und eigenständigen Studienangeboten umgestaltet. Im Collegium Polonicum ist dies nicht erfolgt, da es als in Kooperation mit einer ausländischen Hochschule betriebene Filiale nicht von einer Schließung bedroht war. Einziges beständiges Lehrangebot der Adam-Mickiewicz-Universität am Collegium Polonicum ist der Studiengang Polnische Philologie als Fremdsprache der Neuphilologischen Fakultät; dazu kommen zeitweise Angebote von berufsbegleitenden Studiengängen (z. B. International Relations – Regional and transborder cooperation der Fakultät für Politikwissenschaften und Journalistik). Die Anzahl der Studierenden in Studiengängen der Adam-Mickiewicz-Universität hatte ihren Höhepunkt mit 1.150 im akademischen Jahr 2004-05 und ist seitdem kontinuierlich zurückgegangen (2015-16 noch 200).

### Gemeinsame Studiengänge von Europa-Universität Viadrina und Adam-Mickiewicz-Universität
Es bestehen drei Studiengänge mit Doppel-Abschluss der Europa-Universität Viadrina und der Adam-Mickiewicz-Universität, bei denen die von der Adam-Mickiewicz-Universität aus Posen angereisten Lehrkräfte ebenso wie die Angehörige der vom Land Brandenburg für das Collegium Polonicum finanzierten Lehrstühle ihre jeweiligen Vorlesungen und Seminare im Collegium Polonicum durchführen:
- Deutsch-Polnisches Jurastudium / Polsko-Niemieckie Studia Prawnicze,
- Master of Intercultural Communication,
- Interkulturelle Germanistik.

Dabei stellt die bereits seit 1992 angebotene deutsch-polnische Juristenausbildung ein Erfolgsmodell dar, wie deutsche und polnische Studierende gemeinsam und in Interaktion ihr eigenes wie das andere Rechtsgebiet kennen lernen und die inhaltlichen wie formellen Möglichkeiten erwerben, auf deutscher wie polnischer Seite beruflich tätig werden zu können. Die Anzahl der Studierenden in gemeinsamen Studiengängen liegt relativ konstant zwischen 430 (akademisches Jahr 2004-05) und 310 (2015-16).

## Allgemeinbildendes Universitätslyzeum in Słubice
Zum Schuljahr 2018-19 nahm im Gebäude des Collegium Polonicum das Allgemeinbildende Universitätslyzeum in Słubice (Uniwersyteckie Liceum Ogólnokształcące w Słubicach ULO) seinen Betrieb auf. Es handelt sich um eine von der Adam-Mickiewicz-Universität getragene Privatschule, deren Tätigkeit sich laut Statut hauptsächlich aus Schulgeldzahlungen der Eltern und sonstigen Gebühren sowie Zuwendungen des Landkreises Słubice finanziert; Mittel der Adam-Mickiewicz-Universität sind nicht vorgesehen. Im Schulsystem in Polen ist ein Lyzeum die weiterführende Schule des sekundären Bildungsbereichs, die zur Hochschulreife führt. Sie umfasst die Klassenstufen 9 bis 12. Bei einer angestrebten Dreizügigkeit und drei angebotenen Profilen (humanistisch, biologisch-chemisch und mathematisch-physikalisch) wird das Lyzeum in voll entwickelter Betriebsgröße etwa die Hälfte der 32 Seminar- und Laborräume im Collegium Polonicum belegen.

## Trivia
Auf dem Frankfurter Platz (Plac Frankfurcki) in Słubice, wenige Schritte vom Collegium Polonicum entfernt, wurde auf Initiative dessen Verwaltungsdirektors Krzysztof Wojciechowski von der Stadt Słubice ein Denkmal für Wikipedia errichtet und 2014 enthüllt. Als Grund für diesen Standort gab er an, dass er „gerade in Słubice und Frankfurt das gleiche Motiv, den gleichen Funken wie bei den Wikipedianern“ sehe: „Möge uns dieses Denkmal daran erinnern, dass dank der Anstrengung, des Verlangens nach Wissen und der Überwindung der eigenen Grenzen eine bessere Zukunft des Grenzraumes, Europas und der ganzen Menschheit möglich ist.“
In den zehn Jahren des Aufbaus und der ersten Betriebsjahre des Collegium Polonicum von 1996 bis 2006 war es eine beliebte Kulisse für deutsche, polnische und europäische Politiker, die seine Aura als vermeintlich entstehender besonderer Ort der deutsch-polnischen und europäischen Versöhnung und Zusammenarbeit zu medienwirksamen Auftritten nutzten. Dies war erneut zwischen 2010 und 2013 im Rahmen der damals vom Präsidenten der Europa-Universität Günter Pleuger und seinem Posener Amtskollegen gestarteten Initiative zur Profilierung des Collegium Polonicums zu beobachten. Insgesamt waren zwei Präsidenten des Europäischen Parlaments (J. Buzek, J. Borrell), zwei Bundespräsidenten (R. von Weizsäcker, J. Gauck) und zwei polnische Staatspräsidenten (A. Kwaśniewski, B. Komorowski), ein Bundestagspräsident (W. Thierse) und ein Sejmmarschall (J. Oleksy), ein Bundeskanzler (H. Kohl) und vier polnische Ministerpräsidenten (T. Mazowiecki, W. Cimoszewicz, J. Buzek, M. Belka), drei EU-Kommissare (G. Verheugen, M. Barnier, C. Crețu) sowie vier Bundesminister (C. Nolte, H.-D. Genscher, J. Fischer, G. Westerwelle) und fünf polnische Minister (W. Cimoszewicz, M. Handke, W. Dąbrowski, W. Bartoszewski, R. Sikorski) zu Gast am Collegium Polonicum. Hingegen wählte der polnische Staatspräsident Andrzej Duda bei seinem Aufenthalt in Słubice 2019 die Städtische Bibliothek als Auftrittsort.